# エリザベスタウン (映画)
『エリザベスタウン』（Elizabethtown）は、2005年のアメリカ合衆国のロマンティック・コメディドラマ映画。監督はキャメロン・クロウ、出演はオーランド・ブルームとキルスティン・ダンストなど。8年がかりのプロジェクトに失敗して会社を解雇された男性が、父の葬儀のために故郷エリザベスタウンに行って自分を取り戻していく姿を描いている。
キャッチコピーは「すべてを失った僕を、待っている場所があった――」。

## ストーリー
シューズ会社に勤務するドリュー（オーランド・ブルーム）は、自らがデザインしたシューズが大失敗し、約10億ドルもの損害を出してしまい、会社をクビになる。恋愛もうまくいかず、絶望に打ちひしがれたドリューは自殺を決意する。そんな時、生まれ故郷に帰っていた父親の訃報を姉に知らされ、飛行機でケンタッキー州エリザベスタウンに向かう。ドリューは機中で世話焼きなフライトアテンダント、クレア（キルスティン・ダンスト）に出会い、そしてエリザベスタウンに住む親戚や父の友人たちと触れ合う中で、次第に生きる喜びを見出していく。

## キャスト
※括弧内は日本語吹替
- ドリュー・ベイラー: オーランド・ブルーム（平川大輔）

シューズ会社に勤務する会社員。トップデザイナーだったが自身がデザインした新型シューズが大失敗して、その責任を問われ解雇される。更には恋人にも振られ、父親が急死するなど再三の不幸に見舞われる。
- クレア・コルバーン: キルスティン・ダンスト（園崎未恵）

フライトアテンダント。前向きで人懐っこい性格。仕事内の機内でドリューに出会い、そこから交流が始まる。
- フィル・デボース: アレック・ボールドウィン（菅生隆之）

社長。ドリューのデザインしたシューズが不評であり、巨額の損失を出したことからドリューを解雇する。
- ホリー・ベイラー: スーザン・サランドン（藤田淑子）

ドリューの母親。夫の急死で度を越して動揺している。夫とはお互いに婚約者がいる状態で駆け落ち同然で結婚した。このことから夫との親戚とは交流がない。
- エレン・キッシュモアー: ジェシカ・ビール（北西純子）

ドリューの恋人。しかし、解雇されたドリューを振る。
- ヘザー・ベイラー: ジュディ・グリア（弓場沙織）

ドリューの妹。子供がいる。父の死を兄に知らせたことも物語の発端となる。
- ビル・バニヨン: ブルース・マッギル（楠見尚己）

ドリューの父の友人。
- チャールズ・ディーン: ゲイラード・サーテイン

ドリューの伯父の親友。ドリューに関係者たちを紹介する。
- ジェシー・ベイラー: ポール・シュナイダー

ドリューの甥。
- チャック・ハズボロー: ジェド・リース（英語版）

シンディと結婚する。ドリューに深く同情していた。
- ミッチー

ドリューの父。

## 製作
- ドリュー役を巡って、アシュトン・カッチャー、ジェームズ・フランコ、ショーン・ウィリアム・スコットなどがオーディションを受け、一時はアシュトン・カッチャーに決まったものの、監督が撮影中に変更を決断。その後、オーランド・ブルームが演じることになった。
- ジェシカ・ビールはクレア役のオーディションを受けたものの、エレン役を演じることになった。
- 映画の題名および舞台設定は実際に存在するケンタッキー州エリザベスタウンであるものの、多くのシーンの撮影に使われたのは同州のヴェルサイユ（英語版）という小さな町であった。
- エリザベスタウンの姉妹都市は福島県桑折町であり、作中にも名前が登場する。
- テレビで放送されている設定で劇中に挿入されるモノクロ映画は、オードリー・ヘプバーン主演の『ローマの休日』である。また、主人公の母親が葬儀の場で披露するタップダンスのバックに流れる曲は、故人が好きだったという設定の『ムーン・リバー』（オードリー・ヘプバーン主演の映画『ティファニーで朝食を』の主題歌）である。
- 「人生山あり谷あり」はIF IT WASN'T THIS...IT'D BE SOMETHING ELSE.と書いてある。
- クレアは典型的なマニック・ピクシー・ドリーム・ガールだと言われている[3]。

## 作品の評価
Rotten Tomatoesによれば、177件の評論のうち高評価は28%にあたる49件で、平均点は10点満点中4.7点、批評家の一致した見解は「家族の悲劇で故郷に戻ることになった、人生のどん底でもがき苦しんでいる靴デザイナーのこの物語は十分に練られていないプロットとパッとしない演技で迷走している。」となっている。
Metacriticによれば、37件の評論のうち、高評価は8件、賛否混在は23件、低評価は6件で、平均点は100点満点中45点となっている。